# Рива-прессо-К'єрі
Рива-прессо-К'єрі (італ. Riva presso Chieri, п'єм. Riva 'd Cher) — муніципалітет в Італії, у регіоні П'ємонт,  метрополійне місто Турин.
Рива-прессо-К'єрі розташована на відстані близько 510 км на північний захід від Рима, 17 км на південний схід від Турина.
Населення — 4613 осіб (2014).
Щорічний фестиваль відбувається 22 червня. Покровитель — Sant'Albano.

## Демографія
Населення за роками:

Станом на 1 січня 2023 року в муніципалітеті офіційно проживало 167 іноземців з 28 країн, серед них 99 громадян країн Євросоюзу та 4 громадяни України.

## Сусідні муніципалітети
- Ариньяно
- Буттільєра-д'Асті
- К'єрі
- Момбелло-ді-Торино
- Моріондо-Торинезе
- Пойрино
- Вілланова-д'Асті